# Golaghat

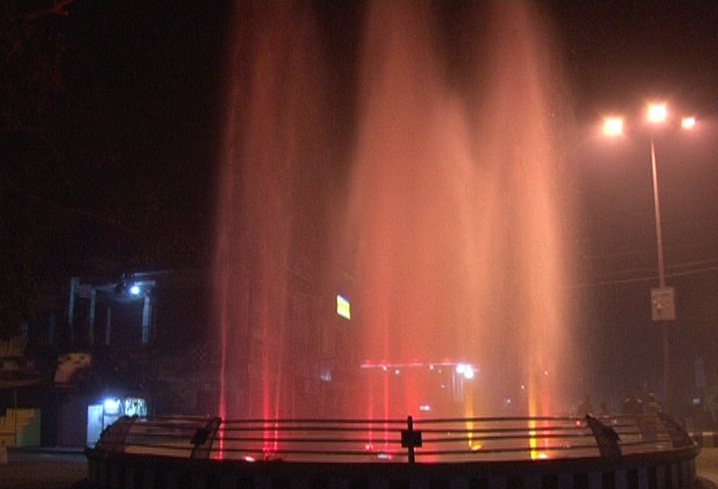
Fontän i Golaghat.

Golaghat (assamesiska: গোলাঘাট, hindi: गोलाघाट) är en stad i den indiska delstaten Assam. Den är huvudort för ett distrikt med samma namn, och hade 41 989 invånare vid folkräkningen 2011.